# Parece que va a llover
"Parece que va a llover" es una canción interpretada por la agrupación cumbio-tejano mexico-estadounidense Kumbia All Starz. Es una canción tipo charanga compuesta por originalmente el compositor hispano-cubano Antonio Matas en 1947 (nacido en 1912 en Palma de Mallorca, se radicó en Cuba en 1940). Ha sido versionado por muchos artistas, entre ellos, Los Panchos, Pedro Infante, Beny More, Joe Quijano y Selena.